# Messier 32
Messier 32 (NGC 221) é uma galáxia elíptica, satélite da Galáxia de Andrômeda,  localizada a cerca de 2,9 milhões anos-luz de distância, na direção da constelação de Andrômeda. Possui aproximadamente oito mil anos-luz de diâmetro e uma magnitude aparente de 8,1. Foi descoberta em 1749 por Guillaume Le Gentil.

## Descoberta e visualização
Messier 32 foi a primeira galáxia elíptica descoberta da história, por Guillaume Le Gentil em 29 de outubro de 1749. O astrônomo francês Charles Messier registrou em suas notas que ele havia visto o objeto primeiramente em 1757 (o primeiro registro histórico de Messier de um de seus objetos), e catalogou-o em 3 de agosto de 1764. Anos mais tarde, ao elaborar um esboço da galáxia de Andrômeda, incluiu em seu desenho M32 e o último objeto de seu catálogo, Messier 110.

## Características

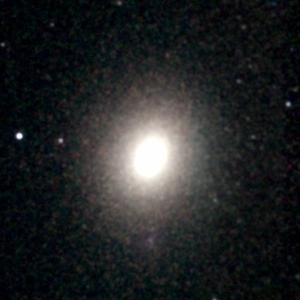
Messier 32, projeto 2MASS

É a companheira brilhante da galáxia de Andrômeda e sendo, portanto, um membro do Grupo Local de galáxias, no qual a Via-Láctea faz parte. Pode ser facilmente observado ao se observar Andrômeda, situado a 22 minutos de arco a sul do núcleo de Andrômeda na esfera celeste. Aparece como uma "mancha quase circular", brilhante em telescópios amadores.
É uma galáxia elíptica com uma massa equivalente a 3 bilhões de massas solares e um diâmetro de 8 000 anos-luz, muito menor comparado à galáxia de Andrômeda, com 250 000 anos-luz de diâmetro. Apesar de ser uma galáxia pequena, seu núcleo é comparável o de Andrômeda. Contém uma massa equivalente a 100 milhões de massas solares e uma densidade estelar de cerca de 5 000 estrelas por parsec cúbico, que estão em um rápido movimento em torno de um objeto supermaciço.
Pesquisas espectroscópicas indicam que M32 está sobre os braços de Andrômeda. Não há nenhuma linha espectral escura que possa indicar que a luz da galáxia elíptica tenha passado pela matéria interestelar do plano galáctico de Andrômeda. Por esta maneira, concluiu-se também que Messier 32 está mais próxima da Terra do que M31.
Está se aproximando radialmente do Sistema Solar a uma velocidade de 203 km/s, embora seja esse mesmo valor a velocidade radial do Sol em torno da Via-Láctea. Conclui-se que a velocidade relativa entre M32 e a Via-Láctea é praticamente nula. Entretanto, sua companheira maior, Andrômeda, está se aproximando da Via-Láctea a aproximadamente 100 km/s e, portanto, Messier 32 e Andrômeda estão se aproximando uma da outra a essa mesma velocidade.
A outra galáxia brilhante satélite de Andrômeda, Messier 110, tem profundas diferenças em comparação à M32. Enquanto Messier 32 é uma galáxia elíptica clássica, compacta e com uma superfície aparente brilhante, Messier 110 é mais tênue; é classificada não como uma galáxia elítpica, mas sim como uma galáxia esferoidal anã e exibe características ausentes em M32, como aglomerados globulares.
Como outras galáxias elípticas, é composta de estrelas velhas; apenas as mais fracas e tênues sobreviveram, como ocorre normalmente na evolução estelar, onde estrelas maciças têm uma vida curta e acabam se transformando em anãs brancas, estrelas de nêutrons ou mesmo buracos negros. Considerando sua classe espectral G3 e seu índice de cor B-V = +0,75, a galáxia contém elementos químicos significativamente diferentes aos encontrados em aglomerados globulares, que são pobres em elementos mais pesados. Em vez disso, M32 parece conter elementos mais pesados, que estão aparentemente em estrelas mais jovens, com 2 ou 3 bilhões de anos de idade, mescladas com as estrelas mais velhas.
Algumas nebulosas planetárias foram encontradas em M32, mas não foi encontrado matéria interestelar, nuvens moleculares, nuvens de poeira, hidrogênio neutro ou aglomerados abertos. Isso significa que a galáxia já não é capaz de gerar nenhuma nova estrela. Entretanto, a classificação estelar de suas estrelas indica que a galáxia se assemelha a grandes galáxias elípticas. É possível que, há bilhões de anos, M32 fosse muito maior do que é hoje, mas perdeu a maioria de suas estrelas e outros objetos para Andrômeda em quase-colisões, que agora fazem parte do halo da galáxia maior. Perturbações nos braços de Andrômeda indicam também que Messier 32 perturbou sua estrutura espiral.
Já foram observadas novas na galáxia, sendo a mais recente em 1998 por Dean Halderson, no observatório Lick; alcançou a magnitude aparente 16,5.